# 20271 Allygoldberg
20271 Allygoldberg este un asteroid din centura principală de asteroizi.

## Descriere
20271 Allygoldberg este un asteroid din centura principală de asteroizi. A fost descoperit pe 20 martie 1998 la Socorro, New Mexico, în cadrul proiectului LINEAR. Asteroidul prezintă o orbită caracterizată de o semiaxă mare de 2,21 ua, o excentricitate de 0,04 și o înclinație de 2,3° în raport cu ecliptica.